# Мих Роман Михайлович

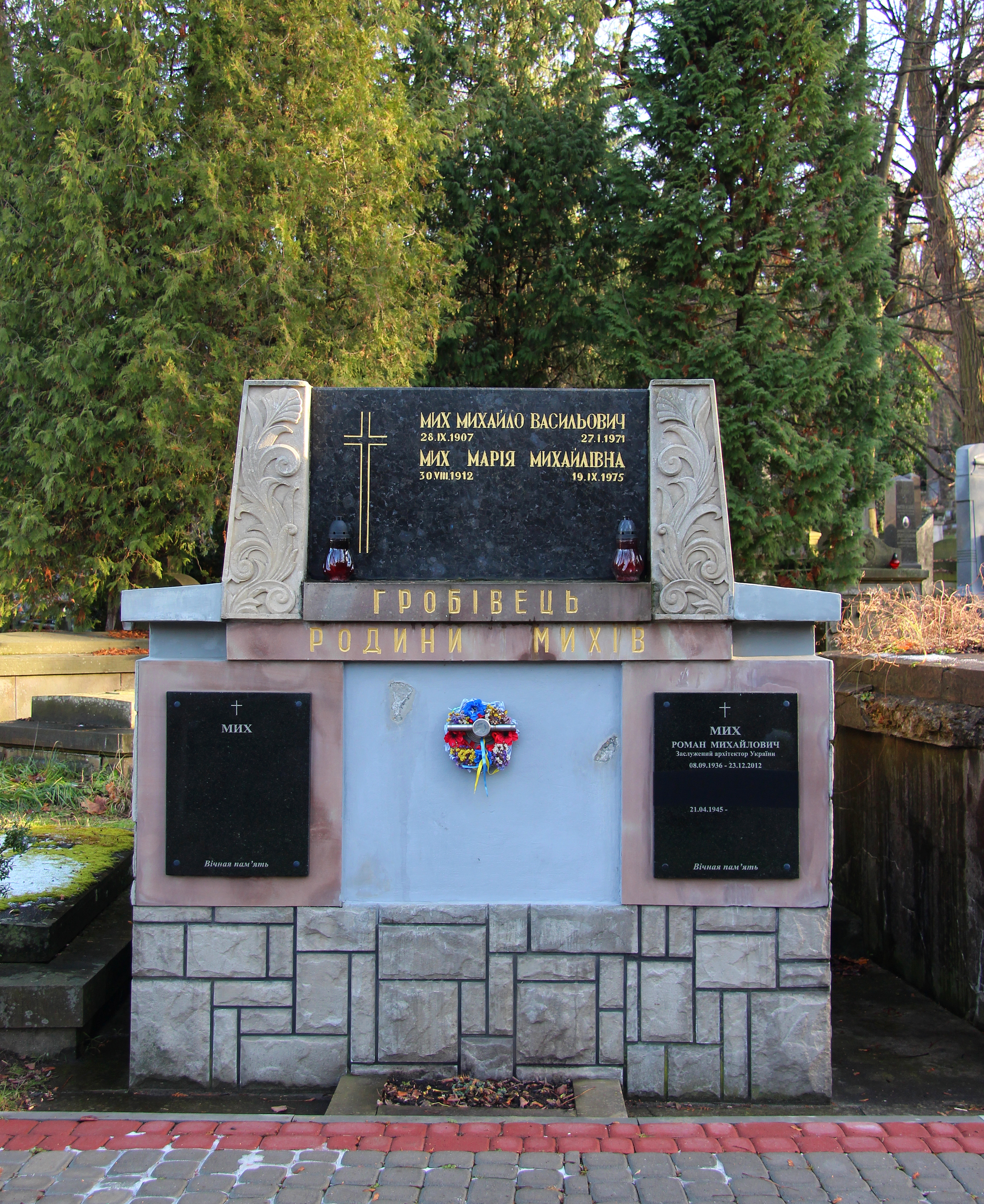

Роман Михайлович Мих (8 вересня 1936, містечко Куликів, нині смт, Львівська область — 23 грудня 2012, Львів) — український архітектор, заслужений архітектор УРСР (з 1983).

## Біографія
Народився 8 вересня 1936 року в містечку Куликів, нині Львівська область, Україна (тоді окупована ЗУНР, за польським адмінподілом — Львівське воєводство, Польща).
У 1959 році закінчив інженерно-будівельний факультет Львівського політехнічного інституту.
З 1967 році протягом більш як 20 років працював на посаді головного архітектора Львова. Протягом багатьох років обирався головою правління Львівської обласної організації Національної спілки архітекторів України. Також викладав на кафедрі містобудування Львівської політехніки.
Спільно з Тетяною Трегубовою підготував і видав архітектурно-історичний нарис «Львів» (Київ: «Будівельник», 1989).
Похований на 59 полі Личаківського цвинтаря.

### Роботи
- Проєкт детального планування центру Львова (1970, співавтори Алла Петрова, Андрій Рудницький, Андрій Новаківський, Ярослав Новаківський).[1]
- Генеральний план Львова. Проєктування розпочато наприкінці 1980-х, затверджено 1993 року. Співавтори Зіновій Підлісний, Віталій Дубина, Олександр Бугаєв).[2]
- Проєкт планування західного району Львова.[3]
- Проєкт комплексного архітектурно-художнього планування Львова.[3]
- Пам'ятник на могилі генерала М. Б. Абашина на Личаківському цвинтарі, поле № 1 (пом. 1989). Скульптор Лука Біганич.[4]